# اربه لنگه
اربه لنگه، روستایی از توابع بخش کلاچای شهرستان رودسر در استان گیلان ایران است.

## جمعیت
این روستا در دهستان ماچیان قرار دارد و براساس سرشماری مرکز آمار ایران در سال ۱۳۸۵، جمعیت آن ۱۳۲ نفر (۳۳خانوار) بوده‌است.